# Open Jerusalem for Cooperation and Dialogue
Das Open Jerusalem for Cooperation and Dialogue (abgekürzt OJCD) ist die Fortsetzung des Jerusalem-Projekts. Diese schweizerisch-israelisch-palästinensische Initiative unterstützt ein Programm im Großraum Jerusalem.

## Vision
Die Vision sieht Jerusalem als offene Stadt, die politisch geteilt, aber physisch und funktionell offen sein wird. Sie wird konkretisiert durch entsprechende soziale und städtebauliche Projekte sowie auch durch interreligiöse und interkulturelle Aktivitäten. Damit soll eine Verbesserung der Lebensbedingungen angestrebt werden.
OJCD Basel ist ein israelisch-palästinensisch-europäisches Projekt mit folgenden Partnern:
- das palästinensische International Peace and Cooperation Center (IPCC) mit Sitz in Ost-Jerusalem[3], gegründet 1998[4]
- das jüdische Futura-Institut bzw. des The Shasha Center der Hebräischen Universität Jerusalem in Westjerusalem.[5]
- eine Expertengruppe aus Europa und der Schweiz, die das trilaterale Projekt mit technischen und diplomatischen Maßnahmen fördert.

## Aufgabe des OJCD
OJCD Basel trägt zur Projektentwicklung in Form einer kontinuierlichen Prozessunterstützung und internationalen Netzwerkarbeit bei und beteiligt sich an der Organisation von Treffen, Workshops und Konferenzen in Europa und in Jerusalem. Darüber hinaus bietet es in Zusammenarbeit mit Partnern in Israel interessierten Menschen ein Lernfeld für interreligiösen, interkulturellen Dialog, Kooperation und Co-Kreation.

## Chronik
- 2003: Gründung des früheren Jerusalem-Projekts durch Pia Gyger und Niklaus Brantschen (Lassalle-Institut).
- 2006: Beginn der Kooperation zwischen der IPCC, dem Futura-Institute und dem Jerusalem-Projekt des Lassalle-Instituts.
- 2009: Akkreditierte als NGO beim UN-Sekretariat und beim Wirtschafts- und Sozialrat der Vereinten Nationen.
- 2014: Namensänderung von „Jerusalem-Projekt“ zu „Open Jerusalem for Cooperation and Dialogue“ und Übergang der Trägerschaft zum Katharina-Werk Basel (ktw).

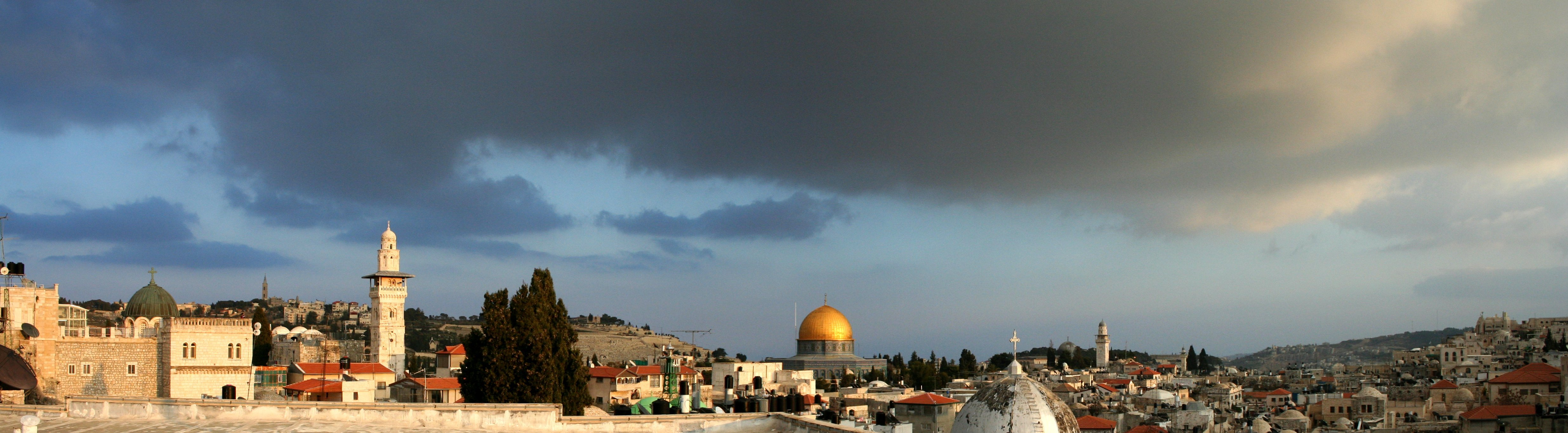
Panorama der Innenstadt Jerusalems

## Projekte und Aktivitäten

### Urban Development Project
Urban Development ist ein Projekt des International Peace and Cooperation Center (IPCC). Eine multidisziplinäre Expertengruppe hat ein Social Business Model entworfen, um Bedingungen zu schaffen, unter denen der Bau von Kindergärten, Schulen, Krankenhäusern und bezahlbarem Wohn- und Gewerberaum in Ost-Jerusalem realisiert werden kann. Mit maßgeblicher Unterstützung des EDA und ausgewiesenen Experten aus der Privatwirtschaft konnten die zur Implementierung notwendigen Kontakte zu Investoren und politischen Institutionen hergestellt werden.

### Inseln des Friedens schaffen – Ein Projekt in Analogie der grenzüberschreitenden Zusammenarbeit in Europa
Die Mauer prägt das Bild der Trennung, auch in Jerusalem. Nach dem Zweiten Weltkrieg wurde zur Unterstützung und Förderung des friedvollen Zusammenlebens in Europa die Initiative der „Grenzüberschreitenden Zusammenarbeit“ von privater Hand initiiert. Zwischenzeitlich hat sich die Kooperation über Grenzen hinweg auf regionaler, überregionaler, wissenschaftlicher und politischer Ebene als maßgebliches Instrument zur Sicherung von Stabilität und Wohlfahrt in Europa erwiesen. In Anlehnung an diese Initiative bringen das palästinensische IPCC und das israelische Shasha Center, unterstützt von einem internationalen Expertenkonsortium (inkl. Arbeitsgemeinschaft europäischer Grenzregionen, AGEG), sowie der Europäischen Kommission und der Arbeitsgemeinschaft Europäischer Grenzregionen den Aufbau palästinensisch-israelischer Projekte voran, um Inseln des Friedens zu schaffen und die Vision der offenen Stadt zu konkretisieren.